# Jekaterina Dmitritschenko
Jekaterina Dmitritschenko (russisch Екатерина Дмитриченко; engl. Transkription Yekaterina Dmitrichenko; * 16. Oktober 2001) ist eine kasachische Tennisspielerin.

## Karriere
Dmitritschenko begann im Alter von zehn Jahren mit dem Tennissport und bevorzugt Hartplätze. Auf dem ITF Women’s Circuit hat sie bislang zwei Titel im Doppel gewonnen.

## Turniersiege

### Doppel
| Nr. | Datum              | Turnier   | Kategorie   | Belag     | Partnerin             | Finalgegnerinnen                       | Ergebnis |
| --- | ------------------ | --------- | ----------- | --------- | --------------------- | -------------------------------------- | -------- |
| 1.  | 29. September 2018 | Schymkent | ITF $15.000 | Sand      | Anna Jakowlewa        | Yasmina Karimojonova Sevil Yoʻldosheva | 6:4, 6:3 |
| 2.  | 22. Juni 2019      | Netanya   | ITF W15     | Hartplatz | Anastassija Sacharowa | Shelly Bereznyak Lina Glushko          | 6:0, 6:4 |